# 徳公 (杞)
徳公（とくこう、生年不詳 - 紀元前655年）は、春秋時代の杞の君主。『史記』陳杞世家は徳公とするが、『史記集解』の引く徐広は、『世本』では恵公（けいこう）と言っていたとする。『史記索隠』の引く『系本』および譙周も、恵公と作るとする。
共公の子として生まれた。紀元前673年、共公が死去すると、杞国の君主として即位した。紀元前669年、魯の伯姫を妃に迎えた。紀元前655年、死去した。在位18年。